# Incal
Incal – francuska seria komiksowa autorstwa Alejandra Jodorowsky’ego (scenariusz) i Mœbiusa, czyli Jeana Girauda (rysunki). Ukazywała się w latach 1981–1988 i kontynuowana była seriami Przed Incalem (Avant l’Incal, 1988–1995), Po Incalu (Après l’Incal, 2000) i Final Incal (Final Incal, 2008–2014). W oryginale opublikowało je wydawnictwo Les Humanoïdes Associés. Serie te toczą się w tym samym uniwersum, co stworzone również przez Jodorowsky’ego cykle komiksowe: Kasta Metabaronów, Megalex, Technokapłani, Castaka i Metabaron. Wszystkie te serie zostały opublikowane po polsku.  

## Polskie wydanie
W polskiej wersji Incal ukazał się dwukrotnie w zbiorczym wydaniu: 312-stronicowym albumie w 2006 roku nakładem Egmont Polska i 308-stronicowym w 2015 roku nakładem Scream Comics. Wydanie Egmontu bazowało na wersji zmodyfikowanej przez francuskiego wydawcę: zlikwidowane zostały oryginalne kolory Mœbiusa (akwarela), zastąpiono je kolorami nałożonymi przy użyciu komputerowych programów graficznych. Ingerowano również w rysunek Mœbiusa, tak aby dostosować go do potrzeb masowego odbiorcy. Ta wersja Incala spotkała się z nieprzychylnym przyjęciem na świecie i kolejne wydania tego komiksu oparte były na oryginalnym materiale przygotowanym w latach 80. przez Moebiusa. To na nim bazuje drugie polskie wydanie Incala, opublikowane przez Scream Comics.
Seria Przed Incalem ukazała się po polsku w pięciu tomach nakładem Egmont Polska w latach 2003–2005 (tomy 5. i 6. ukazały się w jednym albumie). Wydanie zbiorcze wydane zostało w 2016 przez Scream Comics.
Komiks Po Incalu, którego oryginalna publikacja została zakończona po pierwszym tomie, i seria Final Incal ukazały się we wspólnym wydaniu zbiorczym w 2015 nakładem Scream Comics.

## Streszczenie

### Incal
Akcja rozgrywa się w dalekiej przyszłości. Incal to tajemniczy przedmiot, który trafia przypadkowo do rąk niezdarnego detektywa Johna Difoola z ogromnego Miasta-Szybu, rządzonego przez Triumwirat: Technopapieża, cybernetyczną policję i armię. Mieszkańcy tej metropolii podzieleni są na kasty i zainteresowani jedynie seksem, narkotykami i władzą. Posiadaniem Incala zainteresowane są największe potęgi galaktyki. Rozpoczyna się wszechświatowa wojna, w której centrum znajduje się Difool.

### Przed Incalem
Seria opisuje młodość Johna Difoola i kończy się w momencie, w którym rozpoczyna się Incal. John mieszka na najniższym poziomie Miasta-Szybu i stara się trzymać z daleka od ojca – drobnego złodziejaszka i matki narkomanki. W nieprzyjaznym świecie jedyną bliską mu istotą jest Deepo, ptakopodobne stworzenie.

### Po Incalu/ Final Incal
Tajemniczy wirus dziesiątkuje Miasto-Szyb, a Johnowi Difoolowi przypada niespodziewana rola zbawcy współmieszkańców.

## Tomy
| Tom           | Tytuł i rok wydania polskiego                   | Tytuł i rok wydania oryginalnego                                | Autorzy                                                       |
| Incal         | Incal                                           | Incal                                                           | Incal                                                         |
| ------------- | ----------------------------------------------- | --------------------------------------------------------------- | ------------------------------------------------------------- |
| 1             | Czarny Incal (2006)                             | L’Incal noire (1981)                                            | - scenariusz: Alejandro Jodorowsky - rysunki: Mœbius          |
| 2             | Świetlisty Incal (2006)                         | L’Incal lumière (1982)                                          | - scenariusz: Alejandro Jodorowsky - rysunki: Mœbius          |
| 3             | Jak na dole... (2006)                           | Ce qui est en bas (1983)                                        | - scenariusz: Alejandro Jodorowsky - rysunki: Mœbius          |
| 4             | ...Tak i na górze (2006)                        | Ce qui est en haut (1985)                                       | - scenariusz: Alejandro Jodorowsky - rysunki: Mœbius          |
| 5             | Piąta esencja cz.1: Galaktyka, która śni (2006) | La Cinquième essence, première partie: Galaxie qui songe (1988) | - scenariusz: Alejandro Jodorowsky - rysunki: Mœbius          |
| 6             | Piąta esencja cz.2: Planeta Difool (2006)       | La Cinquième essence, première partie: La Planète Difool (1988) | - scenariusz: Alejandro Jodorowsky - rysunki: Mœbius          |
| Przed Incalem |                                                 |                                                                 |                                                               |
| 1             | Pożegnanie z ojcem (2003)                       | Adieu le père (1988)                                            | - scenariusz: Alejandro Jodorowsky - rysunki: Zoran Janjetov  |
| 2             | Prywatny detektyw klasy „R” (2003)              | Détective privé de classe „R” (1990)                            | - scenariusz: Alejandro Jodorowsky - rysunki: Zoran Janjetov  |
| 3             | Croot! (2003)                                   | Croot! (1991)                                                   | - scenariusz: Alejandro Jodorowsky - rysunki: Zoran Janjetov  |
| 4             | Anarchopsychotycy (2004)                        | Anarcopsychotique (1992)                                        | - scenariusz: Alejandro Jodorowsky - rysunki: Zoran Janjetov  |
| 5             | Uisky, SPV i homeodziwki (2005)                 | Ouisky, SPV et homéoputes (1993)                                | - scenariusz: Alejandro Jodorowsky - rysunki: Zoran Janjetov  |
| 6             | Aleja Samobójców (2005)                         | Suicide allée (1995)                                            | - scenariusz: Alejandro Jodorowsky - rysunki: Zoran Janjetov  |
| Po Incalu     |                                                 |                                                                 |                                                               |
| 1             | Nowy sen (2015)                                 | Le nouveau rêve (2000)                                          | - scenariusz: Alejandro Jodorowsky - rysunki: Mœbius          |
| Final Incal   |                                                 |                                                                 |                                                               |
| 1             | Czterech Johnów Difoolów (2015)                 | Les Quatre John Difool (2008)                                   | - scenariusz: Alejandro Jodorowsky - rysunki: José O. Ladrönn |
| 2             | Louz de Garra (2015)                            | Louz de Garra, (2011)                                           | - scenariusz: Alejandro Jodorowsky - rysunki: José O. Ladrönn |
| 3             | Brudas Gorgo (2015)                             | Gorgo le sale (2014)                                            | - scenariusz: Alejandro Jodorowsky - rysunki: José O. Ladrönn |